# Daniel Toscan du Plantier-díj
A Daniel Toscan du Plantier-díj a francia Filmművészeti és Filmtechnikai Akadémia által alapított, a César-díjakhoz kapcsolódó, de azok sorába nem tartozó elismerés, melyet 2008 óta ítél oda az előző filmév legjobb francia producerének. Átadása a César-gála előtti héten rendezett Producerek vacsorája keretében történik.
A díj a kérészéletű, csupán 1996-ban és 1997-ben kiosztott legjobb producer César-díjának utódja. Nevét Daniel Toscan du Plantier francia filmproducer, filmes szaktekintélyről, a filmakadémia 1993-2003 közötti elnökéről kapta.

## A díjazás
A díjazásra olyan természetes személy vehető számításba, aki megfelel a következő feltételek egyikének:
- a díjátadást megelőző öt évben legalább két olyan film vezető vagy társproducere volt, amelyek vagy megfelelnek a legjobb film César-díjára történő jelölés kritériumainak, vagy a francia Nemzeti Filmközpont (CNC)[2] besorolása szerint többségében francia produkció (≥ 50%), és legalább az egyiket bemutatták az előző évben;
- vezető vagy társproducere egy olyan, előző évben forgalomba került alkotásnak, amely César-díjra jelölhető a legjobb film kategóriában, vagy többségében francia produkció, és az előző év végén valamely olyan produkciós cég elnöke vagy vezérigazgatója volt, amely a francia filmgyártás szempontjából jelentős tevékenységet végzett.

Amennyiben egy alkotáson a produkciós cég több társproducere dolgozott, a cég kérésére a díj két, három vagy négy részre is megosztható.
A választó testület elektronikus úton leadott titkos szavazással dönt a díjazott vagy díjazottak személyéről. E testületbe a filmakadémia irányítását végző Filmpromóciós Szövetség (APC) tagjai tartoznak, valamint minden művész és technikus, akit 2008, a díj alapításának éve óta César-díjra jelöltek.
A César-díjak kiosztása előtti héten tartott Producerek vacsoráját a gazdasági élet vagy a kormány egy neves személyisége díszvendégségével szervezik, azon részt vesz minden francia filmproducer, akinek egy alkotását az előző évben bemutatták.

## A trófea
A díjjal járó trófea egy rácsszerkezetű, alul és felül kiszélesedő, csőszerű tornyot ábrázoló 12x12x29,5 cm-es aranyozott bronz öntvény, amelyre felgravírozzák a díj nevét és az adományozás évét. A rácsszerkezet a produceri munkát szimbolizálja, azt a különféle készségeket összefogó tevékenységet, ami a filmkészítéshez szükséges, az átlátszó, fényes felület pedig a film, a mozi csillogását.
A trófeát Robert Stadler Párizsban élő osztrák környezeti és ipari formatervező, belsőépítész készítette 2008-ban a filmakadémia felkérésére.

## Díjazottak
| Év   | Díjazott                           | Produkciós iroda          | Film(ek) | Ref.     |
| ---- | ---------------------------------- | ------------------------- | --- | -------- |
| 2008 | Claude Berri                       | Pathé Renn Productions    | Szkafander és pillangó (Le scaphandre et le papillon)                                                                                              | [ * 1 ]  |
| 2009 | Pascal Caucheteux (holtversenyben) | Why Not Productions       | Karácsonyi történet (Un conte de Noël) | [ * 2 ]  |
| 2009 | Thomas Langmann (holtversenyben)   | La Petite Reine           | Asterix az olimpián (Astérix aux Jeux olympiques), Halálos közellenség – Public Enemy (Mesrine: L'instinct de mort)                                | [ * 2 ]  |
| 2010 | Pascal Caucheteux                  | Why Not Productions       | A próféta (Un prophète) | [ * 3 ]  |
| 2010 | Grégoire Sorlat                    | Why Not Productions       | A próféta (Un prophète) | [ * 3 ]  |
| 2011 | Yaël Fogiel                        | Les Films du Poisson      | Turné (Tournée) | [ * 4 ]  |
| 2011 | Laetitia Gonzalez                  | Les Films du Poisson      | Turné (Tournée) | [ * 4 ]  |
| 2012 | Alain Attal                        | Les Productions du Trésor | Polisse | [ * 5 ]  |
| 2013 | Gaëlle Bayssière                   | Everybody on Deck         | Au galop | [ * 6 ]  |
| 2013 | Didier Creste                      | Everybody on Deck         | Au galop | [ * 6 ]  |
| 2014 | Sylvie Pialat                      | Les Films du Worso        | Az apáca (La religieuse), Idegen a tónál (L'inconnu du lac)                                                                                        | [ * 7 ]  |
| 2015 | Sylvie Pialat                      | Les Films du Worso        | Timbuktu | [ * 8 ]  |
| 2016 | Pascal Caucheteux                  | Why Not Productions       | Fiatal éveim (Trois souvenirs de ma jeunesse), Dheepan – Egy menekült története (Dheepan), Comme un avion és A hírnév ára (La Rançon de la gloire) | [ * 9 ]  |
| 2016 | Grégoire Sorlat                    | Why Not Productions       | Fiatal éveim (Trois souvenirs de ma jeunesse), Dheepan – Egy menekült története (Dheepan), Comme un avion és A hírnév ára (La Rançon de la gloire) | [ * 9 ]  |
| 2017 | Eric Altmayer                      | Mandarin Cinéma           | Ártatlanok (Les innocentes), Brice 3, Cigarettes et chocolat chaud, Csokoládé, Frantz, Pattaya                                                     | [ * 10 ] |
| 2017 | Nicolas Altmayer                   | Mandarin Cinéma           | Ártatlanok (Les innocentes), Brice 3, Cigarettes et chocolat chaud, Csokoládé, Frantz, Pattaya                                                     | [ * 10 ] |
| 2018 | Marie-Ange Luciani                 | Les Films de Pierre       | 120 dobbanás percenként, La surface de réparation                                                                                                  | [ * 11 ] |
| 2018 | Hugues Charbonneau                 | Les Films de Pierre       | 120 dobbanás percenként, La surface de réparation                                                                                                  | [ * 11 ] |
| 2019 | Alain Attal                        | Les Productions du Trésor | Pupille, Szabadúszók (Le grand bain) | [ * 12 ] |
| 2020 | Toufik Ayadi                       | Srab Films                | Nyomorultak (Les Misérables) | [ * 13 ] |
| 2020 | Christophe Barral                  | Srab Films                | Nyomorultak (Les Misérables) | [ * 13 ] |
| 2021 | Caroline Bonmarchand               | Avenue B Productions      | Ez mekkora! (Énorme) | [ * 14 ] |
| 2022 | Alice Girard                       | Rectangle Productions     | Aline – A szerelem hangja (Aline), Esemény (L'Événement)                                                                                           | [ * 15 ] |
| 2022 | Edouard Weil                       | Rectangle Productions     | Aline – A szerelem hangja (Aline), Esemény (L'Événement)                                                                                           | [ * 15 ] |
| 2023 | Carole Scotta                      | Haut et Court             | Akkor éjjel (La Nuit du 12) | [ * 16 ] |
| 2023 | Barbara Letellier                  | Haut et Court             | Akkor éjjel (La Nuit du 12) | [ * 16 ] |
| 2024 | Marie-Ange Luciani                 | Les Films de Pierre       | Egy zuhanás anatómiája (Anatomie d'une chute) | [ * 17 ] |
| 2025 | Muriel Meynard                     | Agat Films / Ex Nihilo    | Boldogok a sajtkészítők (Vingt Dieux) | [ * 18 ] |